# Pervomaiscoe, Drochia
Pervomaiscoe (Căetanești) este satul de reședință al comunei cu același nume din raionul Drochia, Republica Moldova.

## Demografie

### Structura etnică
Structura etnică a satului conform recensământului populației din 2004:
| Grup etnic         | Populație | % Procentaj |
| ------------------ | --------- | ----------- |
| Ucraineni          | 604       | 74,2%       |
| Moldoveni / Români | 162       | 19,9%       |
| Ruși               | 45        | 5,53%       |
| Alții              | 3         | 0,37%       |
| Total              | 814       | 100%        |